# 脱氢甘氨酸
脱氢甘氨酸是一种含氮有机化合物，结构简式HNCHCOOH，是最简单的亚氨酸，是硫胺（维生素B1）生物合成的代谢中间产物，由甘氨酸氧化酶催化甘氨酸生成。